# 謝爾蓋·彼得羅維奇·諾維科夫
謝爾蓋·彼得羅維奇·諾維科夫（俄语：Серге́й Петро́вич Но́виков，1938年3月20日—2024年6月6日），俄國數學家，專長代數拓撲和孤波理論。他獲得1970年菲爾兹獎和2005年沃爾夫數學獎。也是郎道理論物理研究所重要數學家。

## 家庭背景
諾維科夫生於蘇聯的高爾基（今俄羅斯下諾夫哥羅德），成長於一個滿是有才華的數學家的家庭。他的父親彼得·诺维科夫研究群論，母親盧德米拉·克尔德什和舅父姆斯季斯拉夫·克尔德什也是重要的數學家。

## 外部連結
- 約翰·J·奧康納; 埃德蒙·F·羅伯遜, ,  （英语）
- 謝爾蓋·彼得羅維奇·諾維科夫在數學譜系計畫的資料。